# Delegació del Govern d'Espanya al País Basc
La Delegació del Govern al País Basc és l'organisme de l'Administració Pública d'Espanya, dependent de la Secretaria d'Estat de Política Territorial, pertanyent al Ministeri de Política Territorial i Funció Pública, encarregat d'exercir la representació del Govern d'Espanya en la comunitat autònoma del País Basc.

## Seu
La seu de la Delegació es troba a la passeig de Fray Francisco, n. 17 de Vitòria.

## Delegats
| Dates del mandat | Dates del mandat | Delegat                             | Partit | Partit |
| ---------------- | ---------------- | ----------------------------------- | ------ | ------ |
| 30.07.1982       | 29.12.1982       | Jaime Mayor Oreja                   |        | UCD    |
| 29.12.1982       | 06.03.1987       | Ramón Jáuregui Atondo               |        | PSOE   |
| 13.03.1987       | 03.12.1989       | Julen Elgorriaga Goyeneche          |        | PSOE   |
| 22.12.1989       | 05.03.1991       | Juan Manuel Eguiagaray Ucelay       |        | PSOE   |
| 05.04.1991       | 17.05.1996       | José Antonio Aguiriano Fornies      |        | PSOE   |
| 17.05.1996       | 09.01.2004       | Enrique Villar Montero              |        | PP     |
| 09.01.2004       | 23.04.2004       | Carlos María de Urquijo Valdivielso |        | PP     |
| 23.04.2004       | 30.04.2008       | Paulino Luesma Correas              |        | PSOE   |
| 30.04.2008       | 05.01.2012       | Miguel Ángel Cabieces García        |        | PSOE   |
| 05.01.2012       | 30.12.2016       | Carlos María de Urquijo Valdivielso |        | PP     |
| 30.12.2016       | 19.06.2018       | Javier de Andrés Guerra             |        | PP     |
| 19.06.2018       | En el càrrec     | Jesús Loza Aguirre                  |        | PSOE   |

## Funcions
L'organisme està dirigit per un delegat, nomenat pel Govern, les funcions del qual, segons l'article 154 de la Constitució espanyola, són les de dirigir l'Administració de l'Estat al territori de la Comunitat Autònoma i la coordinarà, quan escaigui, amb l'administració pròpia de la Comunitat.

## Subdelegacions
El delegat del Govern a País Basc està assistit per tres subdelegats del Govern. Hi ha una subdelegació a cada província de la comunitat autònoma:
- Subdelegació del govern a Àlaba (Carrer Olaguibel, 1, 01071-Vitòria) ;
- Subdelegació del govern a Guipúscoa (Plaça Pío XII, 6, 20010-Sant Sebastià) ;
- Subdelegació del govern a Biscaia (Plaça Federico Moyúa, 5, 48071-Bilbao).